# تیرا گردانده، تگزاس
تیرا گردانده (به انگلیسی: Tierra Grande) یک منطقهٔ مسکونی در ایالات متحده آمریکا است که در شهرستان نویسس، تگزاس واقع شده‌است. تیرا گردانده ۱۲٫۲ کیلومتر مربع مساحت و ۴۰۳ نفر جمعیت دارد و ۱۷ متر بالاتر از سطح دریا واقع شده‌است.